# Pterolophia mediopicta
Pterolophia mediopicta là một loài bọ cánh cứng trong họ Cerambycidae.